# Красные браслеты (телесериал, Испания)
«Кра́сные брасле́ты» (кат. Polseres vermelles, исп. Pulseras rojas) — испанский телевизионный сериал о жизни подростков в больнице. Первый сезон, состоящий из 13 серий, был показан на канале TV3 с 24 января по 2 мая 2011 года. Сценарий был написан Альбертом Эспиносой по мотивам его детских воспоминаний о днях, проведённых в больнице.
Сюжетная линия посвящена истории группы друзей, участниками которой становятся шестеро пациентов детского крыла больницы.
Второй сезон, состоящий из 15 серий, был показан на TV3 с 14 января по 22 апреля 2013 года.
Изначально было запланировано три сезона «Красных браслетов». В октябре 2011 года было объявлено о том, что студия DreamWorks приобрела права на американскую адаптацию сериала. Летом 2012 года испанский телеканал Antena 3 показал первый сезон сериала под названием Pulseras rojas.

## В ролях
Группа «Красных браслетов» состоит из шести человек. В первом эпизоде сериала пожилой пациент больницы Бенито (Андре Бенито), который стал своеобразным учителем Лео, рассказывает ему о том, что в каждой группе друзей можно выделить шесть типов: лидера, второго лидера (который был бы лидером, если бы не было первого лидера), незаменимого, красивого, умного и девушку. Следуя этой теории, Лео принимается за формирование группы:
Лео (Алекс Моннер) — лидер. В первом сезоне ему исполняется пятнадцать лет. Сосед Джорди по палате.
Джорди (Игор Спаковски) — второй лидер. Ему четырнадцать лет. Живёт в одной палате с Лео.
Кристина (Хоана Вилапуж) — девушка. Единственная девушка среди Браслетов. Живёт на другом этаже.
Игнаси (Микель Иглесиас) — красивый. Живёт в одной палате с Роком.
Тони (Марк Балагер) — умный. Старше всех остальных Браслетов, но ведет себя как ребёнок. Страдает синдромом Аспергера.  Единственный, кто общается с Роком.
Рок (Нил Кардонер) — незаменимый. Младше всех в группе. Может телепатически разговаривать с Тони.  От лица Рока ведётся повествование в 1 сезоне.

## Награды
2011
- Seoul International Drama Awards — за лучший сценарий к телесериалу.[3]
- Premi ONCE Catalunya.[4]
- Premis Nacionals de Comunicació — за лучшее телешоу.[5]

2013
- Premios 2012 Micrófono de la Asociación Profesional Española de Informadores de Prensa, Radio, Televisión e Internet — Пау Фрейхаусу как лучшему режиссёру и Альберту Эспиносе как лучшему сценаристу.[6].
- Премия Fotogramas de Plata была вручена Алексу Моннеру как лучшему телевизионному актёру.[7]